# شاه محمود خان
شاه محمود خان هو موظف مدني وسياسي أفغاني، ولد في 6 يونيو 1887 في دهرادون في الهند، وتوفي في 27 ديسمبر 1959 في أفغانستان.